# گورنوزاوودسک، پرم
شهر گورنوزاوودسک، پرم (به روسی: Горнозаводск) در کشور روسیه و در کرای پرم واقع شده‌است.